# Ghidirim, Stînga Nistrului
Ghidirim este un sat din Unitățile Administrativ-Teritoriale din Stînga Nistrului (Transnistria), Republica Moldova.
Conform recensământului din anul 2004, populația localității era de 1.255 locuitori, dintre care 467 (37.21%) moldoveni (români), 661 (52.66%) ucraineni si 118 (9.4%) ruși.